# Cârstea Arbore
Cârstea Arbore (d. după 1475) a fost pârcălab de Neamț pe la 1475. A fost căsătorit cu Nastasia și a fost tatăl lui Luca Arbore, Ion, Pitarul și lui Anușca.
1. 1 2  Lecca, Octav-George. Familiile boieresti romane : istoric si genealogie. p. 3.